# Afganistán en los Juegos Paralímpicos de Atenas 2004
Afganistán estuvo representado en los Juegos Paralímpicos de Atenas 2004 por tres deportistas, un hombre y dos mujeres. El equipo paralímpico afgano no obtuvo ninguna medalla en estos Juegos.